# 11679 Brucebaker
11679 Brucebaker eller 1998 DE11 är en asteroid i huvudbältet som upptäcktes den 25 februari 1998 av NEAT vid Haleakalā-observatoriet. Den är uppkallad efter Bruce Baker.
Asteroiden har en diameter på ungefär 3 kilometer.